# Grand Prix Himmerland Rundt
Le Grand Prix Himmerland Rundt est une course cycliste sur route masculine disputée dans le Himmerland, dans le nord-est du Danemark. Créée en 2011, il fait partie du calendrier de l'UCI Europe Tour, en catégorie 1.2,.
L'édition 2020 est annulée en raison de la pandémie de coronavirus,. L'édition 2020 est annulée en raison de la pandémie de coronavirus,,.

## Palmarès
| Année | Vainqueur             | Deuxième               | Troisième             |                  |
| ----- | --------------------- | ---------------------- | --------------------- | ---------------- |
| 2011  | Michael Reihs         | Rasmus Guldhammer      | Søren Pugdahl         |                  |
| 2012  | André Steensen        | Nikola Aistrup         | Angelo Furlan         |                  |
| 2013  | Yoeri Havik           | Kristian Dyrnes        | Magnus Cort Nielsen   |                  |
| 2014  | Magnus Cort Nielsen   | Rasmus Guldhammer      | Søren Kragh Andersen  |                  |
| 2015  | Wim Stroetinga        | Asbjørn Kragh Andersen | Johim Ariesen         |                  |
| 2016  | Jonas Gregaard Wilsly | Dion Beukeboom         | Krister Hagen         |                  |
| 2017  | Nicolai Brøchner      | Audun Fløtten          | Nicklas Amdi Pedersen |                  |
| 2018  | André Looij           | Emil Vinjebo           | Nicklas Amdi Pedersen |                  |
| 2019  | Niklas Larsen         | Nicolai Brøchner       | Bas van der Kooij     |                  |
| 2020  | annulé/abandonné      | annulé/abandonné       | annulé/abandonné      | annulé/abandonné |
| 2021  | Mathias Larsen        | Nils Lau Nyborg Broge  | Rasmus Bøgh Wallin    |                  |
| 2022  | annulé/abandonné      | annulé/abandonné       | annulé/abandonné      | annulé/abandonné |